# Utrka na 60 m na Olimpijskim igrama
Osvajači olimpijskih medalja u atletskoj disciplini Utrka na 60 m, koja se u programu Igara našla svega u dva navrata i to samo u muškoj konkurenciji, prikazani su u sljedećoj tablici:
| Olimpijske igre | Zlato                  | Srebro                 | Bronca               |
| Pariz 1900.     | Alvin Kraenzlein (SAD) | John Tewksbury (SAD)   | Stanley Rowley (AUS) |
| St. Louis 1904. | Archie Hahn (SAD)      | William Hogenson (SAD) | Fay Moulton (SAD)    |